# Guerre dano-suédoise (1808-1809)
Pour les articles homonymes, voir Guerres dano-suédoises.
La guerre dano-suédoise de 1808-1809 est un conflit opposant le royaume du Danemark-Norvège à celui de Suède.
La guerre est causée par l'alliance des Danois avec la France et celle des Suédois avec le Royaume-Uni à l'époque des guerres napoléoniennes. Les Danois préparent une invasion de la Scanie mais les soldats français commandés par Bernadotte et constituant l'essentiel de la force d'invasion arrivent après la fonte des glaces sur l'Øresund, les navires britanniques patrouillant ensuite sur le détroit rendant impossible toute invasion. De leur côté, les Suédois envahissent la Norvège mais se heurtent à une résistance farouche dirigée par le prince Charles-Auguste. Après plusieurs mois de combats sans résultats décisifs, les deux armées sont affaiblies par des épidémies. Charles-Auguste entame des négociations avec les Suédois et un armistice entre en vigueur le 7 décembre 1808.
En Suède, le roi Gustave IV Adolphe est déposé en mars 1809 en raison du tour désastreux que prend la guerre de Finlande contre les Russes. Charles XIII lui succède et, n'ayant pas d'héritier, il adopte comme tel le prince Charles-Auguste, dont la défense de la Norvège a suscité le respect de ses adversaires. Charles-Auguste est donc élu prince héritier de Suède en juillet 1809. Le traité de Jönköping signé le 10 décembre 1809 met officiellement un terme à la guerre sur la base du statu quo ante bellum.